# Gonocarpus urceolatus
Gonocarpus urceolatus är en slingeväxtart som beskrevs av A.E. Orchard. Gonocarpus urceolatus ingår i släktet Gonocarpus och familjen slingeväxter. Inga underarter finns listade i Catalogue of Life.